# Agoniste (anatomie)
Pour les articles homonymes, voir Agoniste.
Un agoniste est un muscle ou un groupe de muscles acteur principal de la contraction et du mouvement.
Des muscles agonistes concourent à la réalisation d'un même mouvement et sont en général enveloppés d'une membrane, ou fascia, qui facilite cette coordination.